# Contea di Island
La contea di Island (in inglese Island County) è una contea dello Stato di Washington, negli Stati Uniti. La popolazione al censimento del 2000 era di 71 558 abitanti. Il capoluogo di contea è Coupeville, mentre la città più vasta è Oak Harbor.

## Geografia
La contea si trova nel nord-ovest dello Stato e si affaccia sull'Oceano Pacifico. Comprende le isole di Whidbey, Camano e sei altre piccole isole disabitate: Smith a ovest, Deception e Pass nel Deception Pass, e Ben Ure, Strawberry, e Baby nel Saratoga Passage. A nord si trova il Deception Pass, a sud lo Stretto di Puget, a est la baia di Skagit e il Saratoga Passage e a ovest lo Stretto di  Juan de Fuca.

### Contee confinanti
- Contea di Skagit - nord-est
- Contea di Snohomish - est
- Contea di Kitsap - sud
- Contea di Jefferson - sud-ovest
- Contea di San Juan - nord-ovest

## Storia
La contea fu l'ultima a essere creata dal Territorio dell'Oregon nel 1853 da parte della contea di Thurston e includeva inizialmente il nord-est dello Stato di Washington. Nel 1853 fu creata il Territorio di Washington e la contea ne divenne parte. Il nome della contea riflette il fatto che è composta interamente di isole.

## Comuni

### Cities
- Langley
- Oak Harbor

### Town
- Coupeville (capoluogo)

### Census-designated places
- Camano
- Clinton
- Freeland
- Whidbey Island Station